# ジミー・コルデロ
ジミー・ヘラルド・コルデロ（Jimmy Gerard Cordero, 1991年10月19日- ）は、ドミニカ共和国サン・クリストバル州サン・クリストバル出身のプロ野球選手（投手）。右投右打。メキシカンリーグのタバスコ・オルメクス所属。

## 経歴

### プロ入りとブルージェイズ傘下時代
2012年のアマチュア・フリーエージェントでトロント・ブルージェイズと契約してプロ入り。 2015年まで傘下のマイナーチームでプレーした。

### フィリーズ傘下時代
2015年7月31日にベン・リビアとのトレードで、フィラデルフィア・フィリーズへ移籍した。移籍後はマイナーの3チームでプレーし、オフに40人枠に登録された。

### ナショナルズ時代
2016年12月にマリオ・サンチェスとのトレードで、ワシントン・ナショナルズへ移籍した。
2017年は傘下のAA級ハリスバーグ・セネターズで開幕を迎え、その後40人枠に登録されたが、ナショナルズは新加入のブランドン・キンツラーを登録するために7月31日にコルデロを40人枠から外した。その後もメジャーに昇格することなくシーズンを終えた。
2018年はメジャーのスプリングトレーニングに招待された。シーズンでは7月31日にDFAとなったショーン・ケリーの代わりに8月1日にメジャーに昇格し、翌2日のシンシナティ・レッズ戦でメジャーデビューした。この年はメジャーで22試合に登板して1勝2敗、防御率5.68だった。
2019年5月9日にDFAとなった。

### ブルージェイズ時代
2019年5月15日にウェイバー公示を経てブルージェイズへ移籍し、傘下のAAA級バッファロー・バイソンズに送られた。その後21日にメジャーに昇格し、1試合に登板したが、2日後にDFAとなった。 

### マリナーズ傘下時代
2019年5月27日、ウェイバー公示を経てシアトル・マリナーズへ移籍し、傘下のAA級アーカンソー・トラベラーズに送られた。

### ホワイトソックス時代
2019年6月7日にウェイバー公示を経てシカゴ・ホワイトソックスへ移籍した。ホワイトソックスでは30試合に登板して防御率2.75と安定した成績を残した。
2020年は30試合に登板して1勝2敗、防御率6.08、22奪三振を記録した。
2021年は3月にトミー・ジョン手術を受けたため、シーズンを全休した。オフの11月4日にマイナー契約で傘下のAAA級シャーロット・ナイツへ配属され、翌5日にFAとなった。

### ヤンキース時代
2021年12月15日にニューヨーク・ヤンキースとマイナー契約を結んだ。
2022年シーズンは傘下AAA級スクラントン・ウィルクスバリ・レイルライダースで32試合に登板し、防御率2.09という成績であった。オフの11月10日に40人ロースター入りした。
2023年7月5日にドメスティックバイオレンス（DV）で出場停止処分を受け、制限リスト入りした。規定によりシーズン終了までの76試合の出場停止となる。

### ロッテ時代
2023年12月6日、千葉ロッテマリーンズへの入団が発表された。背番号は69。
2024年はオープン戦で結果を残せず、開幕二軍スタート。来日初登板は7月までずれこみ、この日に初ホールドを記録したものの、最終的に5試合に登板して0勝1敗2ホールド、防御率7.20に終わり、自由契約となった。

### メキシカンリーグ時代
2025年3月13日、リーガ・メヒカーナ・デ・ベイスボルのティフアナ・ブルズと契約した。20試合に登板し、18イニングで2勝2敗、防御率4.00、15奪三振、6セーブを記録した。6月2日、タイラー・ダフィーとのトレードでドゥランゴ・ジェネラルズへ移籍。12試合に登板し、12イニングで14奪点、2勝0敗、防御率9.00を記録。7月2日、ルーベン・テハダとのトレードでタバスコ・オルメクスで移籍。

## 投球スタイル
最速104mph（約167km/h）のフォーシームを投げ，150km/h後半のシンカーとスライダーが中心で、時折チェンジアップとカーブも投げる。

## 詳細情報

### 年度別投手成績
| 年 度    | 球 団    | 登 板 | 先 発 | 完 投 | 完 封 | 無 四 球 | 勝 利 | 敗 戦 | セ 丨 ブ | ホ 丨 ル ド | 勝 率 | 打 者 | 投 球 回 | 被 安 打 | 被 本 塁 打 | 与 四 球 | 敬 遠 | 与 死 球 | 奪 三 振 | 暴 投 | ボ 丨 ク | 失 点 | 自 責 点 | 防 御 率 | W H I P |
| -------- | -------- | ----- | ----- | ----- | ----- | -------- | ----- | ----- | -------- | ----------- | ----- | ----- | -------- | -------- | ----------- | -------- | ----- | -------- | -------- | ----- | -------- | ----- | -------- | -------- | ------- |
| 2018     | WSH      | 22    | 0     | 0     | 0     | 0        | 1     | 2     | 0        | 0           | .333  | 94    | 19.0     | 23       | 2           | 12       | 2     | 2        | 12       | 0     | 0        | 13    | 12       | 5.68     | 1.84    |
| 2019     | TOR      | 1     | 0     | 0     | 0     | 0        | 0     | 1     | 0        | 0           | .000  | 5     | 1.1      | 2        | 1           | 0        | 0     | 0        | 0        | 0     | 0        | 1     | 1        | 6.75     | 1.50    |
| 2019     | CWS      | 30    | 0     | 0     | 0     | 0        | 1     | 0     | 0        | 4           | 1.000 | 141   | 36.0     | 24       | 3           | 11       | 0     | 3        | 31       | 1     | 0        | 11    | 11       | 2.75     | 0.97    |
| '19計    | CWS      | 31    | 0     | 0     | 0     | 0        | 1     | 1     | 0        | 4           | .500  | 146   | 37.1     | 26       | 4           | 11       | 0     | 3        | 31       | 1     | 0        | 12    | 12       | 2.89     | 0.99    |
| 2020     | CWS      | 30    | 0     | 0     | 0     | 0        | 1     | 2     | 0        | 9           | .333  | 124   | 26.2     | 33       | 2           | 9        | 2     | 3        | 22       | 3     | 0        | 21    | 18       | 6.08     | 1.58    |
| 2023     | NYY      | 31    | 1     | 0     | 0     | 0        | 3     | 2     | 0        | 8           | .600  | 132   | 32.2     | 25       | 2           | 10       | 0     | 2        | 34       | 5     | 1        | 14    | 14       | 3.86     | 1.07    |
| 2024     | ロッテ   | 5     | 0     | 0     | 0     | 0        | 0     | 1     | 0        | 2           | .000  | 23    | 5.0      | 8        | 1           | 2        | 0     | 0        | 1        | 1     | 0        | 4     | 4        | 7.20     | 2.00    |
| NPB：1年 | NPB：1年 | 5     | 0     | 0     | 0     | 0        | 0     | 1     | 0        | 2           | .000  | 23    | 5.0      | 8        | 1           | 2        | 0     | 0        | 1        | 1     | 0        | 4     | 4        | 7.20     | 2.00    |
| MLB：4年 | MLB：4年 | 114   | 1     | 0     | 0     | 0        | 6     | 7     | 0        | 21          | .462  | 496   | 115.2    | 107      | 10          | 42       | 4     | 10       | 99       | 9     | 1        | 60    | 56       | 4.36     | 1.29    |

- 2024年度シーズン終了時

### 年度別守備成績
| 年 度    | 球 団    | 投手（P） | 投手（P） | 投手（P） | 投手（P） | 投手（P） | 投手（P） |
| 年 度    | 球 団    | 試 合     | 刺 殺     | 補 殺     | 失 策     | 併 殺     | 守 備 率  |
| -------- | -------- | --------- | --------- | --------- | --------- | --------- | --------- |
| 2018     | WSH      | 22        | 1         | 1         | 1         | 0         | .667      |
| 2019     | TOR      | 1         | 0         | 0         | 0         | 0         | ---       |
| 2019     | CWS      | 30        | 2         | 1         | 0         | 0         | 1.000     |
| '19計    | CWS      | 31        | 2         | 1         | 0         | 0         | 1.000     |
| 2020     | CWS      | 30        | 1         | 3         | 1         | 0         | .800      |
| 2023     | NYY      | 31        | 0         | 3         | 1         | 0         | .750      |
| 2024     | ロッテ   | 5         | 1         | 3         | 0         | 0         | 1.000     |
| NPB：1年 | NPB：1年 | 5         | 1         | 3         | 0         | 0         | 1.000     |
| MLB：4年 | MLB：4年 | 114       | 4         | 8         | 3         | 0         | .800      |

- 2024年度シーズン終了時

### 記録

#### NPB
初記録
- 初登板・初ホールド：2024年7月4日、対北海道日本ハムファイターズ15回戦（エスコンフィールドHOKKAIDO）、8回裏に2番手で救援登板、1回無失点

### 背番号
- 52（2018年 - 2019年途中）
- 60（2019年途中 - 同年終了）
- 50（2020年）
- 70（2023年）
- 69（2024年[18]）